# Ciborio

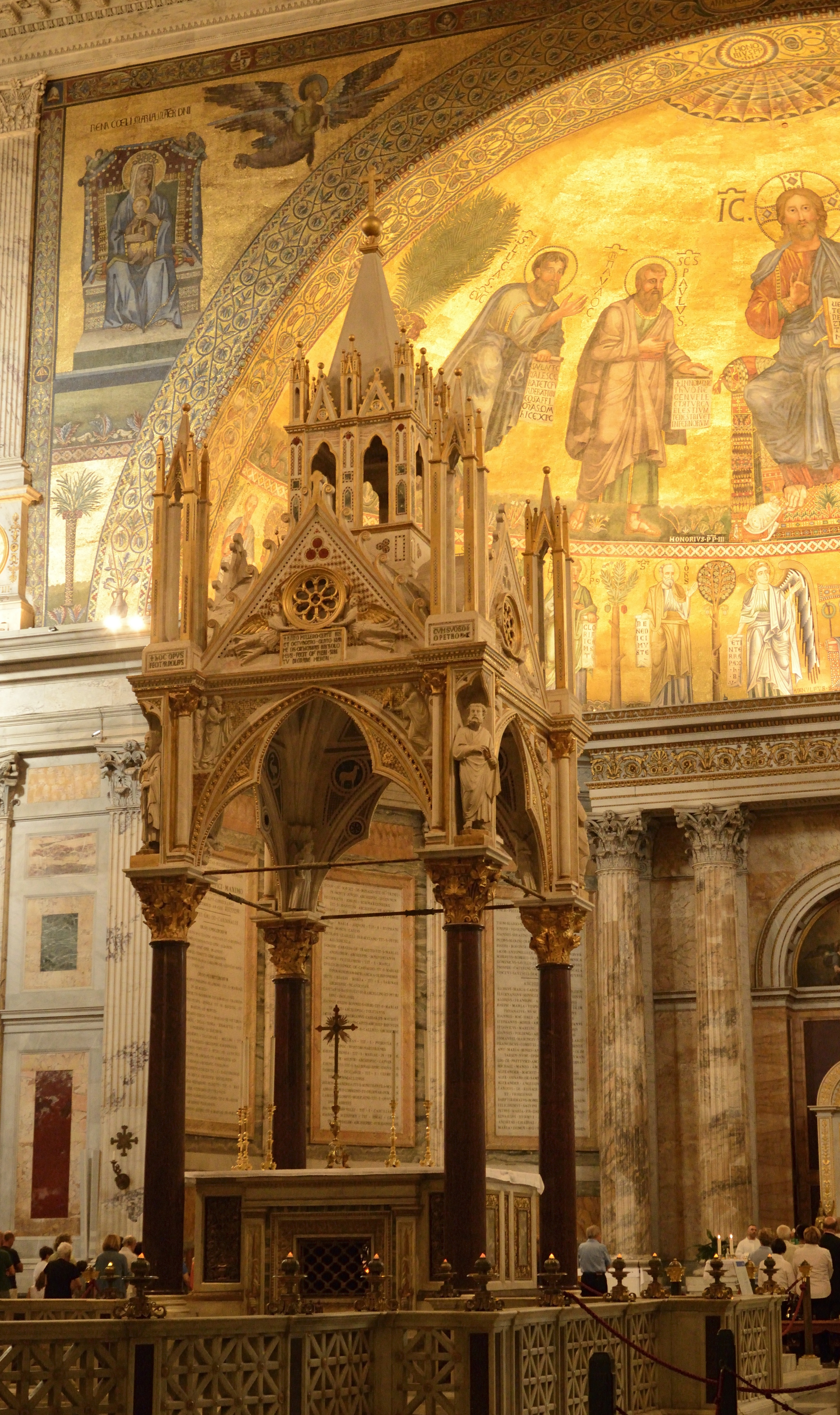
Ciborio nella Basilica di San Paolo fuori le mura a Roma.

Il ciborio è un elemento architettonico a forma di baldacchino che sovrasta l'altare maggiore nelle chiese. Poggia generalmente su quattro supporti verticali raccordati mediante archi e reggenti una volta piana o cupoletta, destinata a custodire la pisside contenente le ostie consacrate. Se il ciborio è privo delle colonne di sostegno ed è appeso al soffitto, prende il nome di capocielo.

## Descrizione
In molte altre lingue la parola ciborio è utilizzata sia per indicare la struttura qui descritta, sia per indicare la pisside. In italiano, generalmente, si distingue tra ciborio e pisside. Il primo corrisponde al complesso che include anche il tabernacolo. 
Quest'ultimo era in origine posto su una parete del presbiterio, ma con il Concilio di Trento venne collocato al centro dell'altare.
Il ciborio è posto a protezione dell'altare che, infatti, è anche l'immagine dell'altare di cui parla l'Apocalisse di Giovanni all'apertura del quinto sigillo: l'altare sotto il quale si trovano "le anime di coloro che furono immolati a causa della parola di Dio e della testimonianza che gli avevano resa" (Ap. 6,9). Essi sono martiri cristiani la cui morte è a immagine di quella di Cristo. Dal V secolo nell'altare vengono deposte le reliquie dei martiri, oppure l'altare si erge sulla tomba di un martire. Simbolicamente questo significa che i martiri, testimoni della Parola, vengono assimilati al sacrificio di Cristo.